# Henry Allingham
Henry William Allingham (6. juni 1896 – 18. juli 2009) var på dødstidspunktet verdens ældste mand og den ældste overlevende veteran fra den første verdenskrig. 29. marts 2009 blev han den ældste mandlige englænder gennem tiderne, da han på denne dato blev ældre end forgængeren John Evans, som døde 112 år og 295 dage gammel. 13. februar 2007 blev han Storbritanniens næstældste person og han er også Europas tredje ældste person og den ældste mand i Europa. Han blev verdens ældste mand, da japaneren Tomoji Tanabe døde 19. juni 2009.